# مرادآباد (مقاطعة فارياب)
مرادآباد (بالفارسية: مرادآباد) هي قرية تقع في البلدة المركزية في إيران. يقدر عدد سكانها بـ 219 نسمة بحسب إحصاء 2016.